# シャダイソフィア
シャダイソフィア（欧字名:Shadai Sophia、1980年3月19日 - 1985年10月27日）は、日本の競走馬。
主戦騎手は猿橋重利。

## 経歴

### 出生
母ルーラースミストレスは、アメリカで8度のリーディングサイアーを獲得した種牡馬ボールドルーラーの直子という良血、29戦6勝というまずまずの競走実績があったが、6万ドルという破格ともいえる安価で社台ファーム早来に輸入された。肛門と膣がつながっているという奇形があり、受胎しにくいという難点があったためである。しかし社台ファームは受胎、出産までこぎつけることに成功、シャダイソフィアはその3頭目の産駒であった。社台グループ総帥の吉田善哉は本馬を非常に気に入っており、常々「この馬は100万ドルの価値がある」と吹聴していた。

### デビューまで
競走年齢の3歳を迎えた1982年5月、滋賀県栗東トレーニングセンターの渡辺栄厩舎に入った。吉田自慢の馬を、他の上位厩舎を差し置いて当時中堅の渡辺が管理した経緯には複数の話が伝えられており、「渡辺がたまたま社台ファームに立ち寄ったところ、吉田から突然『お前、やれ』と言われた」という説と、「吉田からの預託予定馬をキャンセルされた渡辺が代替馬を要求したところ、吉田にシャダイソフィアを勧められた」という説が、いずれも渡辺本人への取材記にある。
渡辺は初めて見たときに「なんて品の良い馬だ。身体はこまい（小さい）けれどもトモ（後躯）も胸の深さも素晴らしい。胴も詰まってない」と感心したといい、また担当厩務員となる中村幸治は「ひと目で美しくて、気品のある馬だと思いました。ぼくも当時まだキャリアが浅く、どこがどうのという細部についての見方はできなかったのですが、第一印象はすごく良かった。それは実感で分かりました」と語っている。一方で主戦騎手となる猿橋重利は、外見は美しいと感じたものの非力な印象を受け、調教後に「大した馬じゃないですね」と渡辺に言ったところ、「どこを見てるんだ」と厳しく叱られたという。

### 3-4歳時（1982-1983年）
同年8月7日、函館競馬場の新馬戦（芝1200メートル）でデビュー。猿橋を鞍上に、2着に10馬身差をつけ、従来のレコードを0.5秒短縮する1分10秒3というタイムで初勝利を挙げた。続く函館3歳ステークスは、雨が降りやや荒れた馬場状態だったが、単勝オッズ1.2倍の高い支持に応え快勝した。当時すでに渡辺は本馬の目標を桜花賞に据えており、消耗を防ぐために一旦休養に出された。2カ月半後に出走した関西の3歳王者戦・阪神3歳ステークスでは、ニホンピロウイナーなど牡馬の強豪に交じって3番人気に推された。レースでは、直線で一旦は先頭に立ったものの失速し、6着に終わった。しかし、この頃から渡辺は公に「目標は桜花賞」と明言し、シャダイソフィアは翌春に備えて再度休養に入った。
翌1983年3月、復帰戦として4歳牝馬特別（桜花賞トライアル）に出走。調整途上であったが、前哨戦を使われてきた他馬に伍して、ダスゲニーの3着とまずまずの走りを見せた。この結果に、猿橋と渡辺は「本番は必ず勝てる」と、さらに自信を深めたと語っている。
4月10日の桜花賞は、降雨のため不良馬場で行われた。当日の人気は、同じく社台グループ出身馬のダイナカールと、重賞2連勝中のダスゲニーに次ぐ3番人気に推された。メジロハイネの発走枠内での駐立と、この影響による発走遅延に苛立ったダイナカールが枠入りを拒んで13分遅れの発走となったが、シャダイソフィアは落ち着いた状態でスタートを迎えた。レースは終始好位につける展開となり、直線入り口で先頭に立つと、追走するミホクイーン、ダイナカールを抑え勝利した。猿橋、渡辺はいずれもこれが初めての八大競走制覇（猿橋は唯一の勝利）であった。吉田善哉は社台の2頭の好走を喜び、レース後の口取り式は、ダイナカールも加えて行われた。
この後は牝馬クラシック二冠の目標となる優駿牝馬（オークス）に向かうと見られていたが、牡馬相手となる東京優駿（日本ダービー）への出走が発表された。戦前から戦後期のしばらくは牝馬の出走もしばしばあり、優勝も2例存在したが、1983年からの過去20年には出走例はふたつで、また成績も芳しくなかった。この発表を受けて、マスコミからは暴挙であるとする声もあがった。
桜花賞馬不在となったオークスはダイナカールが優勝し、馬主の社台レースホースは初の八大競走勝利を挙げた。この翌週に日本ダービーを迎えたが、シャダイソフィアは当日は14番人気と低評価で、結果も勝ったミスターシービーから3秒離された17着と大敗、社台と渡辺には改めて批判が集まった。シャダイソフィアをダービーへ出走させたことについて、吉田善哉の長男・照哉は、以下のような発言を行っている。
渡辺によれば、吉田善哉はシャダイソフィアとダイナカールのどちらをダービーに振り分けるかを迷っていたといい、最終的には同じグループの一口馬主クラブが所有するダイナカールに一冠を取らせたいと思ったのだろうと語っている。なお、社台ファームは1986年にダイナガリバーでダービー制覇を果たしている。
その後は秋シーズンに備えて休養に入り、9月に4歳牝馬限定戦のサファイヤステークスで復帰。ここは1番人気に応え、グローバルダイナ以下を抑えて勝利し、続くオパールステークスをニホンピロウイナーの2着として牝馬三冠最終戦・エリザベス女王杯に臨んだ。東京優駿の結果から2400メートルの距離が不安視され、当日は5番人気だったが、ロンググレイスに半馬身差の2着と好走した。続く阪神牝馬特別は古馬の前に4着と敗れ、4歳シーズンを終えた。

### 5-6歳時（1984-1985年）
5歳以降は短距離からマイル（1600メートル）路線を中心に進んだが、春シーズンは、安田記念と宝塚記念でそれぞれハッピープログレスとカツラギエースの9着と大敗するなど不調であった。夏の休養をはさんでの秋初戦となったスワンステークスで、レコード勝ちしたニホンピロウイナーから7馬身差ながら2着に入るなど復調気配を見せたが、マイルチャンピオンシップはニホンピロウイナーの4着、続くCBC賞は、ハッピープログレスに半馬身及ばず2着と、牡馬の一線級相手には敵わず、この年は7戦未勝利に終わった。
翌1985年、シャダイソフィアは6歳となったが、馬体にそれほど消耗が見られなかったため、現役続行の道が取られた。緒戦の2走は凡走したが、3月にマイルのオープン特別戦・コーラルステークスで約1年4カ月ぶりの勝利を挙げた。この後2戦をはさみ、河内洋を背に阪急杯に出走。負担重量56.5キログラムと牝馬ながらトップハンデだったが、1分21秒9という好タイムでドミナスローズに2馬身半差をつけて勝利した。これを受け、秋の目標は前年4着のマイルチャンピオンシップに据えられた。
夏は例年通り故郷の牧場で休養した後、マイルチャンピオンシップへの前哨戦としてスワンステークス（京都競馬場）に出走した。短距離路線の筆頭格であったニホンピロウイナーが同日に東京競馬場開催の天皇賞（秋）に回っていたこともあり、休み明けながら1番人気に推された。吉田善哉・照哉はこれを観戦するため京都にいたが、このレースの開始前には天皇賞で社台レースホースのギャロップダイナが「皇帝」と呼ばれた圧倒的1番人気のシンボリルドルフを破る金星を挙げていた。
天皇賞の後にスワンステークスが発走すると、シャダイソフィアは好スタートから先行争いに加わった、しかし直後に外からローラーキングに押圧され、内のオサイチボーイと挟まれて逃げ場を失う形となり、オサイチ共々転倒した。
転倒から立ち上がったシャダイソフィアは京都競馬場内の診療所に運ばれたが、第1指関節開放脱臼で予後不良が宣告され、安楽死の措置がとられた。薬殺の現場には吉田善哉も立会い、目頭をおさえながら、シャダイソフィアの顔に白いハンカチを被せたという。
牧場に「シャダイソフィア予後不良」の連絡が届いたのは、「ギャロップダイナ優勝祝賀パーティー」の最中であった。吉田善哉は天皇賞をシンボリルドルフに勝たれるところを見たくなかったために京都に回り、事故に遭遇した。後に作家の吉川良に対して、「ギャロップダイナは勝ったが、わたしが逃げたもんだから、ソフィアがあんなことになっちゃったね。ひとつ勲章をもらったけど、前科ももらっちゃった」と語ったという。吉田は1993年に死去したが、その棺にはシャダイソフィアのたてがみも一緒に納められた。

## 競走成績
| 年月日 | 年月日 | 年月日 | 競馬場 | レース名          | 格   | 頭数 | 人気 | 着順 | 距離（状態）  | タイム  | （ 3F） | 着差    | 騎手     | 斤量 [kg] | 馬体重 [kg] | 勝ち馬/（2着馬）     |
| ------ | ------ | ------ | ------ | ----------------- | ---- | ---- | ---- | ---- | ------------- | ------- | ------- | ------- | -------- | --------- | ----------- | -------------------- |
| 1982   | 8.     | 7      | 函館   | 新馬              |      | 10   | 5    | 01着 | 芝1200m（良） | R1:10.3 | (36.1)  | 10身    | 猿橋重利 | 53        | 428         | （ミヤコオーダス）   |
|        | 9.     | 26     | 函館   | 函館3歳S          |      | 9    | 1    | 01着 | 芝1200m（良） | 01:10.9 | (36.6)  | 2身     | 猿橋重利 | 53        | 430         | （ルーキーオー）     |
|        | 12.    | 12     | 阪神   | 阪神3歳S          |      | 8    | 3    | 06着 | 芝1600m（良） | 01:36.3 | (37.3)  | 0.5秒   | 猿橋重利 | 53        | 428         | ダイゼンキング       |
| 1983   | 3.     | 20     | 阪神   | 4歳牝馬特別       |      | 16   | 5    | 03着 | 芝1400m（良） | 01:24.4 | (37.7)  | 0.4秒   | 猿橋重利 | 54        | 424         | ダスゲニー           |
|        | 4.     | 10     | 阪神   | 桜花賞            |      | 22   | 3    | 01着 | 芝1600m（不） | 01:40.5 | (39.3)  | クビ    | 猿橋重利 | 55        | 418         | （ミホクイーン）     |
|        | 5.     | 29     | 東京   | 東京優駿          |      | 21   | 14   | 17着 | 芝2400m（良） | 02:32.5 | (40.0)  | 3.0秒   | 猿橋重利 | 55        | 422         | ミスターシービー     |
|        | 9.     | 11     | 阪神   | サファイヤS       |      | 9    | 1    | 01着 | 芝1600m（良） | 01:34.9 | (36.9)  | 1 3/4身 | 猿橋重利 | 55        | 418         | （グローバルダイナ） |
|        | 10.    | 22     | 京都   | オパールS         |      | 10   | 2    | 02着 | 芝1600m（良） | 01:35.0 | (35.3)  | 0.4秒   | 猿橋重利 | 56        | 426         | ニホンピロウイナー   |
|        | 11.    | 20     | 京都   | エリザベス女王杯  |      | 18   | 5    | 02着 | 芝2400m（良） | 02:30.2 | (35.8)  | 0.1秒   | 猿橋重利 | 55        | 430         | ロンググレイス       |
|        | 12.    | 18     | 阪神   | 阪神牝馬特別      |      | 10   | 1    | 04着 | 芝2000m（良） | 02:01.9 | (35.6)  | 0.3秒   | 猿橋重利 | 55        | 430         | カルストンテスコ     |
| 1984   | 3.     | 25     | 阪神   | コーラルS         | OP   | 10   | 1    | 03着 | 芝1600m（重） | 01:37.2 | (37.7)  | 1.1秒   | 猿橋重利 | 54        | 422         | ローラーキング       |
|        | 4.     | 22     | 東京   | 京王杯スプリングC | GII  | 21   | 2    | 06着 | 芝1400m（良） | 01:24.6 | (37.7)  | 0.8秒   | 猿橋重利 | 55        | 420         | ハッピープログレス   |
|        | 5.     | 13     | 東京   | 安田記念          | GI   | 10   | 3    | 09着 | 芝1600m（良） | 01:38.9 | (39.0)  | 1.1秒   | 猿橋重利 | 55        | 426         | ハッピープログレス   |
|        | 6.     | 3      | 阪神   | 宝塚記念          | GI   | 14   | 11   | 09着 | 芝2200m（良） | 02:13.9 | (36.1)  | 1.5秒   | 猿橋重利 | 54        | 416         | カツラギエース       |
|        | 10.    | 28     | 京都   | スワンS           | GII  | 13   | 10   | 02着 | 芝1400m（良） | 01:22.5 | (36.0)  | 1.1秒   | 増井裕   | 55        | 420         | ニホンピロウイナー   |
|        | 11.    | 18     | 京都   | マイルCS          | GI   | 16   | 5    | 04着 | 芝1600m（良） | 01:36.1 | (36.6)  | 0.8秒   | 猿橋重利 | 55        | 426         | ニホンピロウイナー   |
|        | 12.    | 16     | 中京   | CBC賞             | GIII | 14   | 3    | 02着 | 芝1200m（良） | 01:09.2 | (37.2)  | 0.1秒   | 猿橋重利 | 56        | 432         | ハッピープログレス   |
| 1985   | 2.     | 3      | 中京   | 中京記念          | GIII | 16   | 6    | 14着 | 芝2000m（良） | 02:01.2 | (37.2)  | 1.6秒   | 猿橋重利 | 56        | 430         | パワーシーダー       |
|        | 2.     | 24     | 阪神   | マイラーズC       | GII  | 14   | 5    | 06着 | 芝1600m（良） | 01:35.6 | (38.7)  | 1.2秒   | 増井裕   | 56        | 430         | ニホンピロウイナー   |
|        | 3.     | 24     | 阪神   | コーラルS         | OP   | 9    | 2    | 01着 | 芝1600m（良） | 01:36.2 | (36.1)  | 3/4身   | 猿橋重利 | 55.5      | 424         | （ロングレザー）     |
|        | 4.     | 21     | 京都   | 平安S             | OP   | 12   | 1    | 05着 | 芝1400m（稍） | 01:23.5 | (36.6)  | 0.6秒   | 猿橋重利 | 57        | 424         | ロングハヤブサ       |
|        | 5.     | 12     | 京都   | 京阪杯            | GIII | 11   | 7    | 03着 | 芝2000m（良） | 02:02.4 | (36.5)  | 0.3秒   | 猿橋重利 | 56.5      | 424         | マルブツサーペン     |
|        | 6.     | 9      | 阪神   | 阪急杯            | GIII | 14   | 2    | 01着 | 芝1400m（良） | 01:21.9 | (35.9)  | 2 1/2身 | 河内洋   | 56.5      | 424         | （ドミナスローズ）   |
|        | 10.    | 27     | 京都   | スワンS           | GII  | 14   | 1    | 中止 | 芝1400m（良） |         |         |         | 猿橋重利 | 56.5      | 424         | コーリンオー         |

1. 1984年よりグレード制による競走格付け開始。競走名太字はグレード制導入前の八大競走。
2. タイム欄Rはレコードタイムを表す。

## 血統表
| シャダイソフィアの血統                             | シャダイソフィアの血統                                                                                         | シャダイソフィアの血統                                                                                         | （血統表の出典）                                                                                               | （血統表の出典） |
| 父系                                               | ノーザンテースト系                                                                                             | ノーザンテースト系                                                                                             | ノーザンテースト系                                                                                             | [ § 2 ]          |
| 父 *ノーザンテースト Northern Taste 1971 栗毛      | 父の父Northern Dancer 1961 鹿毛                                                                                | Nearctic | Nearco | Nearco           |
| 父 *ノーザンテースト Northern Taste 1971 栗毛      | 父の父Northern Dancer 1961 鹿毛                                                                                | Nearctic | Lady Angela |                  |
| 父 *ノーザンテースト Northern Taste 1971 栗毛      | 父の父Northern Dancer 1961 鹿毛                                                                                | Natalma | Native Dancer                                                                                                  | Native Dancer    |
| 父 *ノーザンテースト Northern Taste 1971 栗毛      | 父の父Northern Dancer 1961 鹿毛                                                                                | Natalma | Almahmoud |                  |
| 父 *ノーザンテースト Northern Taste 1971 栗毛      | 父の母Lady Victoria 1962 黒鹿毛                                                                                | Victoria Park                                                                                                  | Chop Chop | Chop Chop        |
| 父 *ノーザンテースト Northern Taste 1971 栗毛      | 父の母Lady Victoria 1962 黒鹿毛                                                                                | Victoria Park                                                                                                  | Victoriana |                  |
| 父 *ノーザンテースト Northern Taste 1971 栗毛      | 父の母Lady Victoria 1962 黒鹿毛                                                                                | Lady Angela | Hyperion | Hyperion         |
| 父 *ノーザンテースト Northern Taste 1971 栗毛      | 父の母Lady Victoria 1962 黒鹿毛                                                                                | Lady Angela | Sister Sarah                                                                                                   |                  |
| 母 *ルーラースミストレス Rulers Mistress 1968 青毛 | 母の父Bold Ruler 1954 鹿毛                                                                                     | Nasrullah | Nearco | Nearco           |
| 母 *ルーラースミストレス Rulers Mistress 1968 青毛 | 母の父Bold Ruler 1954 鹿毛                                                                                     | Nasrullah | Mumtaz Begum                                                                                                   |                  |
| 母 *ルーラースミストレス Rulers Mistress 1968 青毛 | 母の父Bold Ruler 1954 鹿毛                                                                                     | Miss Disco | Discovery | Discovery        |
| 母 *ルーラースミストレス Rulers Mistress 1968 青毛 | 母の父Bold Ruler 1954 鹿毛                                                                                     | Miss Disco | Outdone |                  |
| 母 *ルーラースミストレス Rulers Mistress 1968 青毛 | 母の母Another Love 1963 鹿毛                                                                                   | Tudor Minstrel                                                                                                 | Owen Tudor | Owen Tudor       |
| 母 *ルーラースミストレス Rulers Mistress 1968 青毛 | 母の母Another Love 1963 鹿毛                                                                                   | Tudor Minstrel                                                                                                 | Sansonnet |                  |
| 母 *ルーラースミストレス Rulers Mistress 1968 青毛 | 母の母Another Love 1963 鹿毛                                                                                   | Amoret | Bull Lea | Bull Lea         |
| 母 *ルーラースミストレス Rulers Mistress 1968 青毛 | 母の母Another Love 1963 鹿毛                                                                                   | Amoret | Mar-Kell |                  |
| 母系(F-No.)                                        | 9号族(FN:9-f)                                                                                                  | 9号族(FN:9-f)                                                                                                  | 9号族(FN:9-f)                                                                                                  | [ § 3 ]          |
| 5代内の近親交配                                    | - Lady Angela: S3×S4 = 18.75% - Hyperion: S4×S5×M5 = 12.50% - Nearco: S4×M4 = 12.50% - Blenheim: M5×M5 = 6.25% | - Lady Angela: S3×S4 = 18.75% - Hyperion: S4×S5×M5 = 12.50% - Nearco: S4×M4 = 12.50% - Blenheim: M5×M5 = 6.25% | - Lady Angela: S3×S4 = 18.75% - Hyperion: S4×S5×M5 = 12.50% - Nearco: S4×M4 = 12.50% - Blenheim: M5×M5 = 6.25% | [ § 4 ]          |
| 出典                                               | 1. 2. 3. 4. | 1. 2. 3. 4. | 1. 2. 3. 4. | 1. 2. 3. 4.      |

曾祖母Amoretは本邦輸入種牡馬イースタンフリート（代表産駒：トウケイホープ、ダイコウガルダンら）の母であり、ベガ（桜花賞・優駿牝馬）、マックロウ（京都記念）の母アンティックヴァリューの曾祖母にあたる。
シャダイソフィアには2頭の兄がいた。1頭は母が輸入された時にお腹に抱えていたウルグアヨ（カルロスペレグリーニ大賞などを制したアルゼンチンのクラシックホース）の仔で、ハオハオリュウエンと名付けられた。もう1頭はパーソロン産駒でイブキオーショウと名付けられた。どちらも条件馬で終わってしまったが、イブキオーショウは鹿児島で種牡馬となった。わずか1年の供用期間に2頭の産駒を出しただけで死亡してしまったが、その内の一頭ヨシノオージャは一般の中央未勝利戦を勝ち上がった。しかしそのわずか2戦後に競走中止、予後不良となっている。
母ルーラースミストレスはシャダイソフィアを出産して以降は不受胎や生後直死が続き、本馬の死亡した翌年に用途変更となっている。現在ルーラースミストレスの血は絶えているが、社台ファームは後年、シャダイソフィアと同じ牝系出身のアンティックヴァリューを日本に連れてきている。